# کوشتنبرگ
کوشتنبرگ (به آلمانی: Questenberg) یک منطقهٔ مسکونی در آلمان است که در Südharz واقع شده‌است. کوشتنبرگ ۲۸۹ نفر جمعیت دارد.